# Kardzhali
Kurdzhali ou Kărdžali (búlgaro: Кърджали) é uma cidade  da Bulgária localizada no distrito de Kardzhali.

## População
| Kardzhali | Kardzhali | Kardzhali | Kardzhali | Kardzhali | Kardzhali | Kardzhali | Kardzhali | Kardzhali | Kardzhali | Kardzhali | Kardzhali | Kardzhali | Kardzhali | Kardzhali | Kardzhali | Kardzhali | Kardzhali | Kardzhali | Kardzhali |
| --- | --------- | --------- | --------- | --------- | --------- | --------- | --------- | --------- | --------- | --------- | --------- | --------- | --------- | --------- | --------- | --------- | --------- | --------- | --------- |
| Ano | 1887      | 1910      | 1934      | 1946      | 1956      | 1965      | 1975      | 1985      | 1992      | 2001      | 2002      | 2003      | 2004      | 2005      | 2006      | 2007      | 2008      | 2009      | 2010      |
| População |           |           |           | 10,502    | 20,955    | 33,271    | 47,786    | 55,400    | 45,793    | 45,659    | 45,732    | 45,825    | 45,593    | 45,432    | 45,504    | 45,482    | 45,559    | 45,724    | 45,539    |
| Fontes: Instituto Nacional de Estatísticas, „citypopulation.de“, „pop-stat.mashke.org“, Bulgarian Academy of Sciences |           |           |           |           |           |           |           |           |           |           |           |           |           |           |           |           |           |           |           |